# Klimov GTD-350
El Klimov GTD-350 (originalmente Isotov GTD-350) es un motor turboeje soviético para helicópteros. Diseñado a principios de la década de 1960 por la Isotov Design Bureau, el motor fue posteriormente fabricado por Klimov y PZL, finalizando la producción a fines de la década de 1990.
El GTD-350 motoriza al helicóptero Mil Mi-2, el primer helicóptero soviético propulsado por una turbina de gas, y ha acumulado más de 20 millones de horas de servicio.

## Aplicaciones
- Mil Mi-2

## Especificaciones

### Características generales
- Tipo: Turboeje
- Longitud: 1,35 m
- Diámetro: 0,52 m
- Peso en seco:  135 kg

### Componentes
- Compresor: axial de 7 etapas más un centrífugo de 1 etapa
- Turbina: 2 etapas de potencia más una etapa de compresor
- Relación de compresión: 6,05:1 a 45.000 rpm

### Rendimiento
- Potencia: 298 kW (400 hp)
- Consumo específico: 365 g/hp/h
- Relación empuje a peso:  2,2 kW/kg